# (7252) Kakegawa
(7252) Kakegawa (1992 UZ) – planetoida z pasa głównego asteroid okrążająca Słońce w ciągu 4,18 lat w średniej odległości 2,59 j.a. Odkryta 21 października 1992 roku.